# Comitium

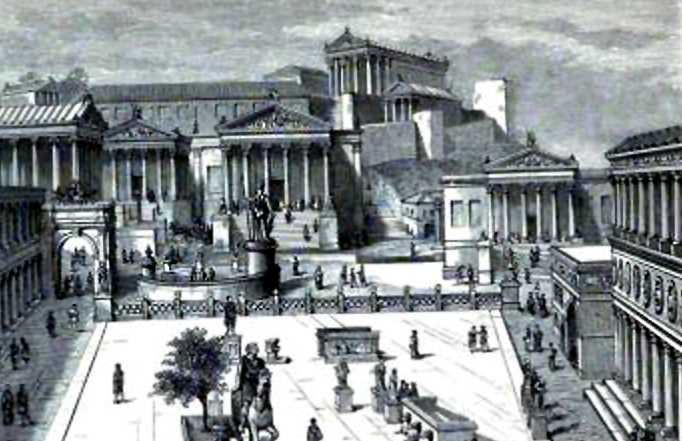

Het comitium, de verzamelplaats van de curiae (Romeinse bestuurlijke indeling), vormde samen met de verzamelplaats voor de comitia curiata het forum in ruimere zin. Deze twee werden van elkaar gescheiden door het rostra of spreekgestoelte. Het bevond zich voor de curia, het senaatsgebouw. Het was een plein waarvandaan de consuls het volk toespraken, en waar de verkiezingen gehouden werden. Het bevond zich voor de rostra, het spreekgestoelte waarvandaan de consuls spraken. In later tijden - toen de curiae al aan belang ingeboet hadden - is op dit plein de curia gebouwd, waardoor een groot deel van het plein opgeslokt werd. Het enige wat er nu nog van over is, is het pleintje en de Lapis Niger.